# The Talos Principle
The Talos Principle  é um jogo eletrônico independente de quebra-cabeça em primeira pessoa desenvolvido pela Croteam e publicado pelo Devolver Digital. Foi lançado para PC em dezembro 2014 e para Playstation 4 no ano seguinte. O game apresenta um enredo fortemente filosófico, a exemplo pelo título ser em referência à Talos (autômato gigante da mitologia grega) e o personagem narrador no jogo se chamar "Elohim" (o que vem do substantivo hebraico que significa "Deus").

## Recepção
The Talos Principle foi aclamado pela crítica, com uma pontuação global de 86,62% (32 comentários) no GameRankings e 85/100 (55 comentários) no Metacritic.
O jogo recebeu o prêmio  "Puzzle/Adventure Game of the Year" de 2014 do GameTrailers.  Em 2015 concorreu no Independent Games Festival como finalista aos prêmios "Excelência em Design"  e "McNally Grand Prize awards"; na mesma edição do festival o game também foi nomeado para o prêmio "Excelência em narrativa".